# Thomas Leuthard

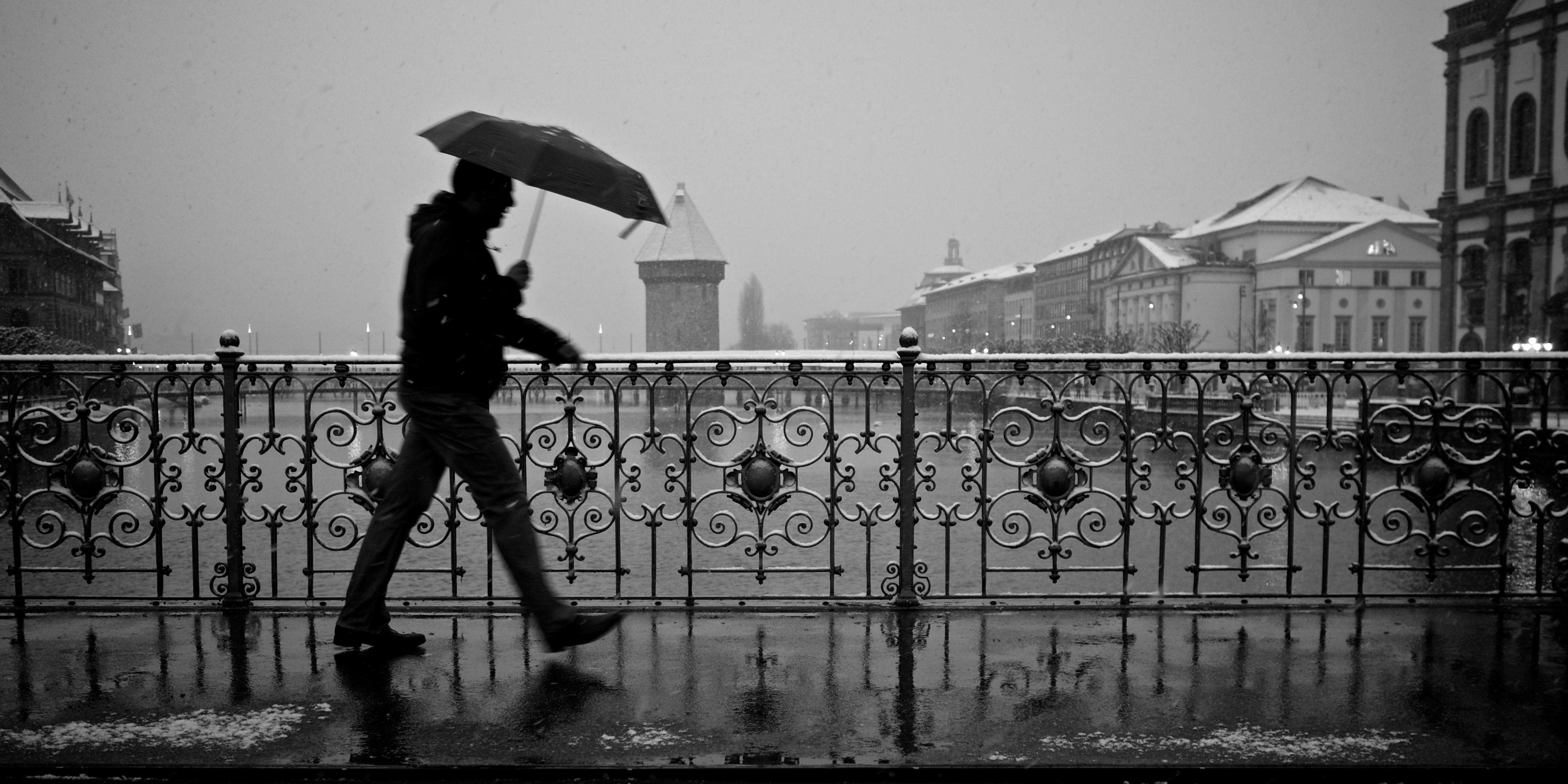
Guy with an umbrella battling rain and snow on a bridge. Foto van Thomas Leuthard.

Thomas Leuthard (Zug, 5 oktober 1971) is een straatfotograaf uit Zwitserland die de hele wereld afreist om het straatleven te documenteren. Hij werkt als informaticus voor de lokale Zwitserse overheid en geeft wereldwijd workshops en lezingen over straatfotografie.
Leuthard schreef diverse boeken over straatfotografie die gratis kunnen worden gedownload op zijn website, en hij publiceert zijn foto's onder een Commons-licentie. Hij fotografeert met een Olympus OM-D E-M10, een geavanceerde Micro Four Thirds systeemcamera.

## Boeken
- Going Candid – An unorthodox approach to Street Photography (2011); in zijn eerste boek beschrijft Leuthard de straatfotografie op basis van zijn eigen ervaringen.
- Collecting Souls – What Street Photography means to me (2011); hierin beschrijft hij waarom straatfotografie zijn passie is en hoe het zijn leven heeft beïnvloed.
- Street Faces – The Art of Candid Street Portraiture (2012); een boek over het maken van close-up candid portretten.
- Seelenraub (2013); een in het Duits geschreven boek dat dezelfde stof behandelt als de eerste twee boeken.
- Explore Flickr (2013); hoe een succesvolle Flickr-fotograaf te worden.